# Drew Weissman
Drew Weissman (Lexington, Massachusetts, 1959. szeptember 7. –) Nobel-díjas amerikai mikrobiológus, aki Karikó Katalinnal az mRNS alapú vakcinák orvosi technológiájának kifejlesztését alapozta meg felfedezéseivel.
A Massachusetts állambeli Lexingtonban született, zsidó családban. A Walthamban található Brandeis Egyetemen biokémia szakon végzett, 1981-ben mesterdiplomát szerzett, majd 1987-ben a Bostoni Egyetemen mikrobiológiából doktorált, és ekkor szerzett orvosi diplomát is.
1997 óta a philadelphiai Pennsylvaniai Egyetemen dolgozott, ahol az mRNS kutatásával foglalkozó laboratóriumot vezette. Itt Karakó Katalinnal együtt kidolgozta és szabadalmaztatta az mRNS terápiás célú felhasználásához szükséges módszereket, amiért 2021-ben Albert Lasker-díjat és az Asztúria hercegnője műszaki és tudományos kutatásért járó díjat kaptak. Ezeken a díjakon túl Karikó Katalin díjainak és kitüntetéseinek listáján számos egyéb kitüntetésnél megtalálható, mint társdíjazott.